# Everything Ecstatic
Albums de Four Tet
Rounds
(2003) There Is Love in You
(2010)
Everything Ecstatic est le quatrième album du musicien britannique de musique électronique Four Tet. Il est sorti au Royaume-Uni le 23 mai 2005 en format CD, sur le label Domino Records (catalogue : WIGCD154), et le 30 mai aux États-Unis chez Domino USA (catalogue : DNO 60CD).
Le livret contient une série d'images réalisées par Jason Evans et Simon Foxton.
Toutes les chansons ont été produites par Four Tet.

## Pistes
| 1.    | A Joy                         | 3:07 |
| 2.    | Smile Around The Face         | 4:30 |
| 3.    | Fuji Check                    | 0:23 |
| 4.    | Sun Drums and Soil            | 6:14 |
| 5.    | Clouding                      | 1:43 |
| 6.    | And Then Patterns             | 4:42 |
| 7.    | High Fives                    | 5:06 |
| 8.    | Turtle Turtle Up              | 2:09 |
| 9.    | Sleep, Eat Food, Have Visions | 7:43 |
| 10.   | You Were There With Me        | 5:52 |
| 42:06 |                               |      |